# Olympische Sommerspiele 1996/Teilnehmer (Zentralafrikanische Republik)
| Gelbes Symbol für Goldmedaillen mit stilisierten Olympischen Ringen | Graues Symbol für Silbermedaillen mit stilisierten Olympischen Ringen | Braundes Symbol für Bronzemedaillen mit stilisierten Olympischen Ringen |
| ------------------------------------------------------------------- | --------------------------------------------------------------------- | ----------------------------------------------------------------------- |
| —                                                                   | —                                                                     | —                                                                       |

Die Zentralafrikanische Republik nahm bei den Olympischen Sommerspielen 1996 in Atlanta zum fünften Mal an Olympischen Sommerspielen teil. Die Mannschaft bestand aus fünf Teilnehmern, von denen drei Männer und zwei Frauen waren. Sie starteten in fünf Wettbewerben in der Leichtathletik. Der jüngste Teilnehmer war Ernest Ndjissipou mit 23 Jahren und 315 Tagen, die älteste war Denise Ouabangui mit 28 Jahren und 49 Tagen. Bei der Eröffnungsfeier am 19. Juli 1996 trug Mickaël Conjungo die Fahne der Zentralafrikanischen Republik in das Olympiastadion.

## Teilnehmer
| Name              | Alter | Geschlecht | Sportart       | Resultat(e)                               |
| ----------------- | ----- | ---------- | -------------- | ----------------------------------------- |
| Martial Biguet    | 25    | männlich   | Leichtathletik | Platz 7 im siebten Vorlauf über 400 Meter |
| Mickaël Conjungo  | 27    | männlich   | Leichtathletik | Platz 34 in der Diskuswurf-Qualifikation  |
| Virginie Gloum    | 23    | weiblich   | Leichtathletik | Marathon                                  |
| Ernest Ndjissipou | 23    | männlich   | Leichtathletik | Platz 97 im Marathon                      |
| Denise Ouabangui  | 28    | weiblich   | Leichtathletik | Platz 7 im siebten Vorlauf über 400 Meter |